# Nietneria corymbosa
Nietneria corymbosa är en enhjärtbladig växtart som beskrevs av Johann Friedrich Klotzsch, Moritz Richard Schomburgk och Benjamin Daydon Jackson. Nietneria corymbosa ingår i släktet Nietneria och familjen myrliljeväxter. Inga underarter finns listade i Catalogue of Life.